# Пикард, Джеффри
Дже́ффри Уи́льям Пи́кард (англ. Geoffrey William Picard; 20 марта 1943, Окленд, Калифорния — 14 сентября 2002, Tahoe City, Калифорния) — американский гребец, выступавший за сборную США по академической гребле в середине 1960-х годов. Бронзовый призёр летних Олимпийских игр в Токио, победитель и призёр регат национального значения. Также известен как инвестиционный банкир.

## Биография
Джеффри Пикард родился 20 марта 1943 года в городе Окленд, штат Калифорния.
Занимался академической греблей во время учёбы в Гарвардском университете и Гарвардской школе бизнеса, состоял в местной гребной команде «Гарвард Кримсон», неоднократно принимал участие в различных студенческих регатах, в частности в 1964 и 1965 годах побеждал в традиционной регате Eastern Sprints. Окончил университет, получив степень магистра делового администрирования.
Наибольшего успеха в гребле на взрослом международном уровне добился в сезоне 1964 года, когда вошёл в состав американской национальной сборной и благодаря череде удачных выступлений удостоился права защищать честь страны на летних Олимпийских играх в Токио. Изначально прибыл сюда как запасной гребец, но из-за болезни Филипа Дарбро после первого заезда вышел на замену в программе распашных безрульных четвёрок. В итоге пришёл к финишу третьим позади экипажей из Дании и Великобритании — тем самым завоевал бронзовую олимпийскую медаль.
Впоследствии добился больших успехов как инвестиционный банкир, долгое время работал в финансовой компании Morgan Stanley, где в конечном счёте стал партнёром и вице-президентом. Специализировался на построении азиатских рынков, был сооснователем и управляющим директором компании Asia Pacific Securities. Являлся членом и позже председателем консультационного совета гонконгской компании Securities and Futures Commission, в этой роли участвовал в разработке закона о ценных бумагах в Китае.
Умер 14 сентября 2002 года в Тахо-Сити в возрасте 59 лет.